# Цзяньоу
Цзяньоу (кит. спр. 建瓯市, піньїнь: Jiànōu Shì) — місто-повіт в східнокитайській провінції Фуцзянь, складова міста Наньпін.

## Географія
Цзяньоу лежить на річці Міньцзян.

### Клімат
Місто знаходиться у зоні, котра характеризується вологим субтропічним кліматом. Найтепліший місяць — липень із середньою температурою 28.2 °C (82.8 °F). Найхолодніший місяць — січень, із середньою температурою 7.9 °С (46.2 °F).
| Клімат Цзяньоу          | Клімат Цзяньоу | Клімат Цзяньоу | Клімат Цзяньоу | Клімат Цзяньоу | Клімат Цзяньоу | Клімат Цзяньоу | Клімат Цзяньоу | Клімат Цзяньоу | Клімат Цзяньоу | Клімат Цзяньоу | Клімат Цзяньоу | Клімат Цзяньоу | Клімат Цзяньоу |
| Показник                | Січ.           | Лют.           | Бер.           | Квіт.          | Трав.          | Черв.          | Лип.           | Серп.          | Вер.           | Жовт.          | Лист.          | Груд.          | Рік            |
| Середня температура, °C | 7,9            | 9,5            | 13,4           | 18,4           | 22,4           | 25,1           | 28,2           | 27,7           | 24,9           | 20,1           | 14,6           | 9,5            | 18,5           |
| Норма опадів, мм        | 61.3           | 107.1          | 179.6          | 227.1          | 298            | 311.8          | 136.3          | 128.8          | 108.6          | 67.3           | 50.8           | 46             | 1722.7         |
| Днів з опадами          | 12,5           | 14,5           | 17,8           | 19             | 19,9           | 18,3           | 11,8           | 13,8           | 11,4           | 9,1            | 9,2            | 11,4           | 168,7          |
| Вологість повітря, %    | 76.4           | 79.9           | 81.2           | 80.8           | 81.4           | 82.6           | 76.3           | 76.2           | 77.6           | 75.5           | 75.7           | 75.2           | 78.2           |
| ----------------------- | -------------- | -------------- | -------------- | -------------- | -------------- | -------------- | -------------- | -------------- | -------------- | -------------- | -------------- | -------------- | -------------- |
| Джерело: Weatherbase    |                |                |                |                |                |                |                |                |                |                |                |                |                |